# Hamrštejn (přírodní rezervace)
Přírodní rezervace Hamrštejn se rozkládá v západní části katastrálního území Machnín, XXXIII. části krajského města Liberce, na ostrohu Zámeckého kopce (375 m n. m.) obtékaném Lužickou Nisou a ohraničeném krátkým sedlem s železniční tratí Liberec–Hrádek nad Nisou–Žitava. Na severním, menším vrcholu Zámeckého kopce se nachází zřícenina hradu Hamrštejn. Proti jižnímu výběžku kopce rezervace pokračuje na protilehlém severním svahu až k železniční trati Liberec–Děčín. V rezervaci se nachází enkláva smíšeného a listnatého lesa. Chráněné území je v péči Krajského úřadu Libereckého kraje.

## Předmět ochrany
Rezervace chrání v rámci Ještědsko-kozákovského hřbetu ojedinělá společenstva teplomilných druhů, jejichž výskyt zde souvisí jak s propojením této oblasti s teplejší oblastí Lužice, tak také s jejím středověkým odlesněním. Mezi zdejšími lesními společenstvi lze nalézt dubohabřiny, květnaté a acidofilní bučiny, suťový les a fragmenty lesa lužního. Roste zde jaterník podléška (Hepatica nobilis), pižmovka obecná, zvonek broskvolistý (Campanula persicifolia), árón plamatý (Arum maculatum), oměj pestrý (Aconitum variegatum), lilie zlatohlavá (Lilium martagon), a měsíčnice vytrvalá (Lunaria rediviva), udatna lesní (Aruncus vulgaris) a zvonek širokolistý (Campanula latifolia). Žije zde mlok skvrnitý (Salamandra salamandra), zmije obecná (Vipera berus) a sýček obecný (Athene noctua). Přírodní rezervace je také místem výskytu některých druhů hub, zapsaných mezi ohroženými druhy, jako je například ohnivec zimní (Microstoma protractum), hlíva hnízdovitá (Phyllotopsis nidulans) nebo voskovička černavá (Holwaya mucida).